# 天印大道駅
天印大道駅（てんいんだいどうえき）は、南京市江寧区天元中路と天印大道との交差点にある、南京地下鉄1号線の駅である。

## 歴史
- 2010年5月28日1号線の駅として開業。

## 駅構造

### のりば
| 番線 | 路線            | 方面                          | 行先                |
| ---- | --------------- | ----------------------------- | ------------------- |
|      | 南京地下鉄1号線 | 新街口・南京南駅・南京駅 方面 | 八卦洲大橋南駅 行き |
|      | 南京地下鉄1号線 | 竜眠大道・南京交院 方面       | 中国薬科大学 行き   |

## 隣の駅
南京地下鉄
■1号線
竹山路駅 -　天印大道駅 - 竜眠大道駅